# فؤاد الجزايرلي
فؤاد الجزايرلي (27 أبريل 1910 - 10 ديسمبر 1979) هو ممثل ومخرج مصري، أخرج 14 فيلم، والكثير من المسرحيات الاستعراضية. عمل مع علي الكسار و يوسف وهبي و نجيب الريحاني. والده هو الفنان الكبير فوزي الجزايرلي و شقيقته هي الفنانة إحسان الجزايرلي .

## أعماله
إخراج (17 عمل)
| 1. حسن ومرقص وكوهين: 1954 2. الشاطر حسن: 1948 3. فتح مصر: 1948 4. معروف الإسكافي: 1947 5. جحا والسبع بنات: 1947 6. شهرزاد: فيلم 1946 | 1. غرام بدوية: 1946 2. اليتيمة: 1946 3. أحلام الحب: 1945 4. الحظ السعيد: 1945 5. تحت السلاح: 1940 6. خلف الحبايب: 1939 | 1. بحبح باشا: 1938 2. مبروك: 1937 3. الأبيض والأسود: 1936 4. أبو ظريفة:1936 5. المعلم بحبح:1935 |

تأليف (14 عمل)
| 1. حسن ومرقص وكوهين: 1954 2. فتح مصر: 1948 3. الشاطر حسن: 1948 4. معروف الإسكافي: 1947 5. غرام بدوية: 1946 | 1. شهرزاد: 1946 2. اليتيمة: 1946 3. أحلام الحب: 1945 4. الستات في خطر: 1942 5. خلف الحبايب: 1939 | 1. ليلة في العمر: 1937 2. مبروك: 1937 3. الأبيض والأسود: 1936 4. أبو ظريفة: 1936 |

| تمثيل (4 أعمال) 1. أبو ظريفة: 1936 2. ملكة المسارح: 1936 3. المعلم بحبح:1935 4. الدكتور فرحات: 1936 | إنتاج (1 عمل) 1. جحا والسبع بنات:1947 |

## روابط خارجية
- فؤاد الجزايرلي على موقع IMDb (الإنجليزية)
- فؤاد الجزايرلي على موقع الدهليز
- فؤاد الجزايرلي على موقع قاعدة بيانات الأفلام العربية